# 眶额皮质
眶额皮质（英語：orbitofrontal cortex，缩写），又译为眼窝前额皮质、眼眶額葉皮質、前額葉基底部，是位于大脑额叶前下方的前额叶皮质，是与决策的认知过程有关的一个脑区。非人类灵长类动物的眶额皮质包括皮质联合区布罗德曼11区、12区与13区，人类的眶额皮质则包括布罗德曼10区、11区与47区。
眶额皮质被认为与腹内侧前额叶皮层在解剖学上是一致的。它的独特之处在于其神经连接及其功能。眶额皮质接受丘脑背内侧核的投射，涉及决策过程的情绪和奖赏。其覆盖于眼眶之上，并因而得名。无论是在人类还是其他灵长类动物中，眶额皮质有着显然的个体差异。在鼠类大脑中也发现了与其相关的脑区。